# 移行対象
移行対象（いこうたいしょう、英: transitional object）とは、過渡対象とも呼ばれる、イギリスの精神分析医ドナルド・ウィニコットが提唱した概念であり、乳幼児が特別の愛着を寄せるようになる、毛布、タオル、ぬいぐるみなど、おもに無生物の対象をいう。
漫画『ピーナッツ』に登場するライナスが、いつも肌身離さずを持っている毛布（安心毛布）が、これにあたる。乳幼児は、移行対象を触ったり口にくわえたりすることによって安心感を得るが、ウィニコットによれば、こうした対象は、乳幼児が「自分は万能ではない」という現実を受け入れていく過程を橋渡しし、母子未分化な状態から分化した状態への「移行」を促すものである。この意味で、移行対象は、幼児の精神発達上重要な働きをしているといえる。一般的に、絶対的依存期から相対的依存期の過渡期である移行期（6ヶ月～1歳頃）にかけて発現する場合が多く、その主たる機能は、母親との分離など、ストレスフルな状況で、母親やその乳房の象徴的代理として、子の情緒を静穏化するところにあるとされる。

## 関連人物
- ドナルド・ウィニコット